# Трептовские ворота
Трептовские ворота Нойбранденбурга (нем. Treptower Tor) — восточные городские ворота крепости Нойбранденбург, высотой 31,80 метра, в стиле северогерманской готики. Ворота выходили на дорогу, ведшую в Трептов (современный Альтентрептов).
Сооружение состоит из нескольких частей. Основными являются Главные ворота (готические), которые были построены в середине XIV века, расположенные по периметру стены, и Передние ворота (нем. Vortor), построенные в начале XV века. Также в состав сооружения входят фахверковый сторожевой дом (нем. Wiekhaus), также служивший домом для сборщика налогов, построенный в XVIII веке, и здание телеграфной службы, построенное в 1856 году.
С 1872 года в главных воротах находится краеведческий музей. Сегодня в музее представлены экспонаты по истории города и региона.

## Галерея
- Готическая башня Трептовских ворот
- Фортор, современный вид
- Здание телеграфной службы
- Трептовские ворота в 1870-х годах
- Почтовая марка с изображением Передних Трептовских ворот